# Stumps (Second Version)
Stumps (Second Version) ist ein Musikalbum von Sven-Åke Johansson. Die am 6. November 2022 im Haus der Berliner Festspiele entstandenen Aufnahmen erschienen am 24. Januar 2025 auf Trost Records. Voraus ging eine erste Version, die unter dem Titel Stumps 2022 auf Johanssons Label SÅJ erschienen war. Es waren die letzten Aufnahmen, die Johansson zu Lebzeiten veröffentlichte; er starb Mitte Juni 2025.

## Hintergrund
Die sechs Kompositionen mit dem Titel „Stumps“ basieren auf einem Variationspotenzial mit fallenden und steigenden kurzen Signalen (Noten). Die viermalige Wiederholung des Themas etabliert das Stück und bildet eine solide Grundlage für die folgenden Improvisationen. Eine einfache Wiederholung des Themas am Ende rundet die Komposition als eine Art Rückkehr ab. Die zugrundeliegenden Tempi der Themen sind eher ruhig, es gibt kein festes Tempo, sondern eher eine freie Positionierung. Innerhalb der Improvisationen arbeitet die Rhythmusgruppe nach dem Prinzip „freies Tempo/dynamische Schwingung“. An verschiedenen Stellen im CD-Booklet finden sich Bleistiftzeichnungen Johanssons, kleine, einfache, dünne Zeichen, die einem Bogen folgen.
Wie die erste Fassung spielte Johansson die Suite mit Pierre Borel, Axel Dörner, Joel Grip und Simon Sieger ein.

## Titelliste
- Sven-Åke Johansson: Stumps (Second Version) (Trost Records TR243)[2]

1. Stumps 2 15:18
2. Stumps 3 15:46
3. Stumps 4 12:32
4. Stumps 5 17:24
5. Stumps 6 17:45

Die Kompositionen stammen von Sven-Åke Johansson.

## Rezeption

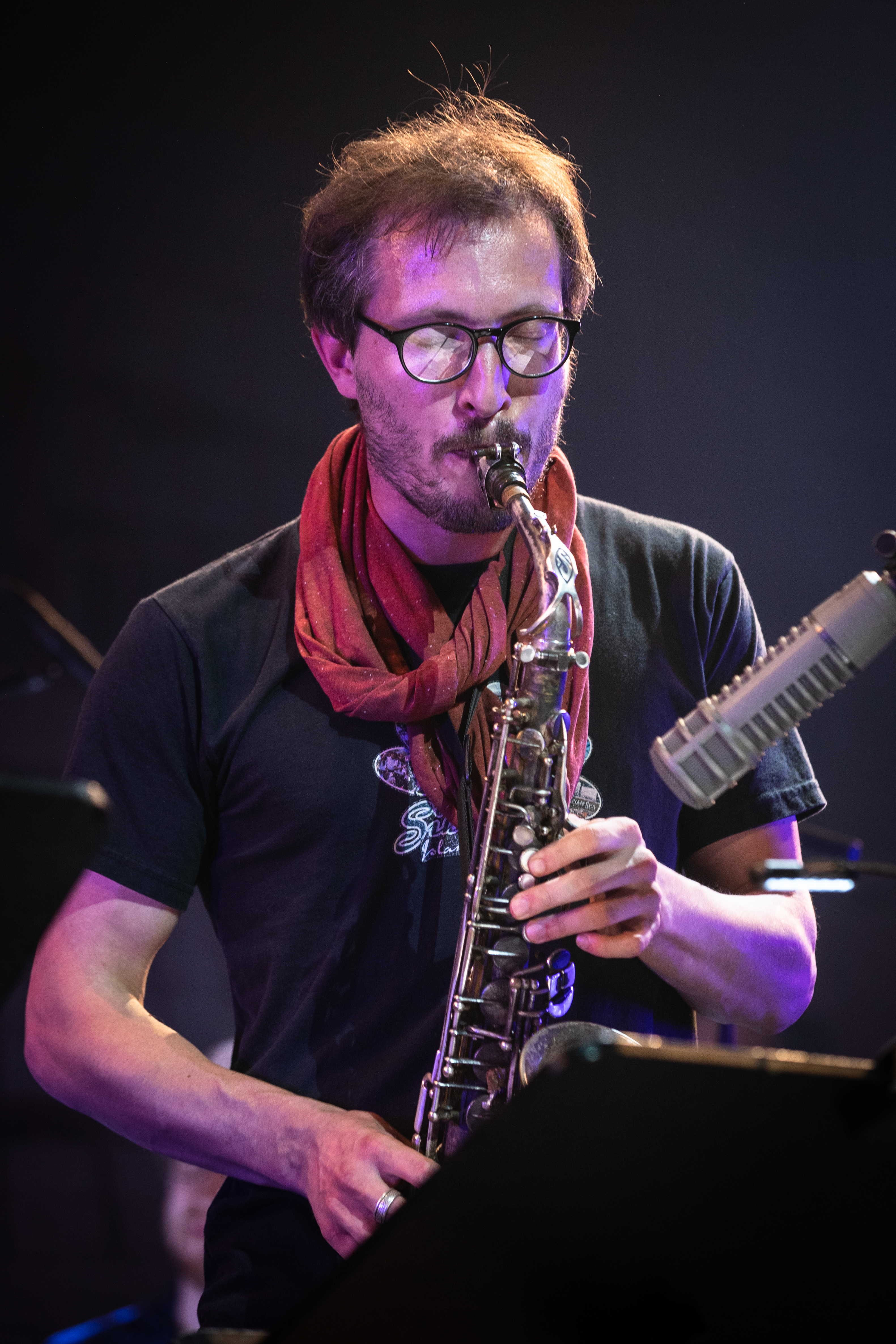
Pierre Borel beim Moers Festival 2018

Die Musik würde irgendwie vertraut klingen, kein fester Rhythmus, an dem man sich orientieren kann, sondern ein pulsierender Strom des Schlagzeugs schrieb Leif Carlsson (Lira). Von den Bläsern kämen zu Beginn einfache Signale, die sich wiederholen und nicht schwer mit den Bleistiftzeichnungen zu assoziieren sind. Sie seien in ihren Teilen einfach, scheinbar gleich, doch bei genauerem Hinsehen würden die elf verschiedenen ein recht komplexes Ganzes bilden. Stumps weckten Erinnerungen an den frühen Free Jazz, oder vielmehr an eine reduzierte Essenz davon. Sven-Åke Johanssons Drumsticks und Schlägel seien ständig präsent, dezent, aber dennoch zentral, Joel Grips Bass stoße tief aus und springe manchmal ein wenig, um alles unter Kontrolle zu halten oder das Tempo vorzugeben. Dann würden die Solisten nacheinander in Erscheinung treten, zunächst mit kurzen, vorsichtigen Tönen, dann kräftiger, selbstbewusster, lang grollend, durchdringend, zischend und rauschend.